# Calamagrostis koelerioides
Calamagrostis koelerioides är en gräsart som beskrevs av George Vasey. Calamagrostis koelerioides ingår i släktet rör, och familjen gräs. Inga underarter finns listade i Catalogue of Life.